# Назино-Борго (Савона)
Назино-Борго је насеље у Италији у округу Савона, региону Лигурија.
Према процени из 2011. у насељу је живело 163 становника. Насеље се налази на надморској висини од 304 м.